# Dennis van der Horst
Dennis van der Horst, né le 11 janvier 1998 à Amersfoort, est un coureur cycliste néerlandais.

## Palmarès
- 2015
  - 2e de La Philippe Gilbert Juniors
  -  Médaillé de bronze du championnat d'Europe sur route juniors
- 2016
  - 1re étape du Tour de Haute-Autriche juniors
  - 2e du championnat des Pays-Bas sur route juniors
- 2019
  - 4e étape de la Carpathian Couriers Race
  - 3e du Circuit Het Nieuwsblad espoirs
- 2022
  - 3e du Puchar Ministra Obrony Narodowej
- 2023
  - 3e du Puchar Ministra Obrony Narodowej

## Classements mondiaux
| Année                                 | 2018  | 2019  | 2020 | 2021  | 2022  | 2023  |
| ------------------------------------- | ----- | ----- | ---- | ----- | ----- | ----- |
| Classement mondial                    | 1644e | 1873e | nc   | 2068e | 1401e | 1541e |
| UCI Europe Tour                       | 1066e | 1234e | nc   | 1403e | 953e  | nc    |
|                                       |       |       |      |       |       |       |
| Légende : nc = non classéSource : UCI |       |       |      |       |       |       |